# José Antônio do Couto
Dom José Antônio do Couto, SCJ (Formiga, 1 de novembro de 1927 — Taubaté, 30 de julho de 1997) foi um bispo católico brasileiro de Taubaté.

## Biografia
Em 5 de junho de 1974, Dom José Antônio do Couto foi nomeado pelo Papa Paulo VI Bispo Coadjutor da Diocese de Taubaté, com a função de ajudar o Bispo Diocesano em todo o governo da diocese e com direito à sucessão.
Dom José Antônio do Couto nasceu em Formiga, MG, no dia 1° de novembro de 1927, filho de Joaquim Antônio do Couto e de Rita da Conceição.
A 28 de janeiro de 1944, ingressou no Seminário Menor de Lavras, MG, pertencente à Congregação dos Padres do Sagrado Coração de Jesus, onde ficou até 1946. Completou seus estudos no Seminário Sagrado Coração de Jesus de Corupá e de Brusque, ambos em Santa Catarina. Em 1953 foi enviado a Roma para cursar teologia na Pontifícia Universidade Gregoriana.
A 1º de julho de 1956 foi ordenado sacerdote, celebrando sua primeira missa em 2 de julho de 1956, na Basílica de Santa Maria Maior, em Roma. Licenciou-se em teologia (1957) e teologia moral (1959) pela Academia Afonsiana de Roma, concluindo o doutorado em teologia moral, pela Universidade Urbaniana de Roma (1960).
Voltando para o Brasil no mesmo ano, fixou residência em Taubaté. Como sacerdote exerceu os seguintes cargos: professor de teologia moral e de Direito Canônico, no Instituto Teológico dos Padres do Sagrado Coração de Jesus (Dehonianos); reitor do Convento (1965-1968); Conselheiro na Província (1966-1974); membro da Comissão de Revisão das constituições da mesma Congregação; delegado da Província Brasileira Meridional, no XVI Capítulo Geral (1973); Vigário Paroquial da recém-criada Paróquia Sagrado Coração de Jesus, diretor do curso de teologia para leigos e do curso de diaconato permanente.
Em 5 de junho de 1974, foi nomeado pelo Papa Paulo VI, Bispo Titular de Carini e Coadjutor de Dom Francisco Borja do Amaral.
Dom Couto foi Sagrado Bispo em 18 de agosto de 1974 na Catedral de Taubaté. Em 4 de maio de 1976, aos 78 anos de idade, Dom Francisco Borja apresentou à Santa Sé seu pedido de renúncia, que foi aceito logo em seguida. Em 5 de maio de 1976, Dom José Antônio do Couto, como Bispo Coadjutor, assumiu a Diocese de Taubaté como o quinto Bispo Diocesano.
Como Bispo teve grande preocupação com a realidade pastoral da Diocese e nesse sentido, deu prosseguimento à estruturação e organização pastoral da Igreja de Taubaté apresentando as Diretrizes e Normas Diocesanas de Pastoral e as Diretrizes e Normas para Pastoral Catequética (1978). Durante seu pastoreio realizou as Assembleias Diocesanas da Pastoral da Juventude e elaborou o I e II Plano Anual de Pastoral da Juventude (1977-1978 e 1978-1979) e as Semanas das Famílias (1976 A 1978).

### Doença
Mesmo após ter sofrido um derrame cerebral, Dom Couto batalhou ativamente para a ereção da Diocese de São José dos Campos através da nomeação da Comissão Preparatória da nova Diocese (1979) cujos trabalhos redundaram na criação da nova Diocese em 30 de janeiro de 1981, pelo Papa João Paulo II através da Carta Apostólica “Qui in Beati Petri”.
Em 28 de dezembro de 1979, foi acometido de um AVC hemorrágico do qual teve graves seqüelas, que o levaram a encaminhar à Santa Sé seu pedido de renúncia à função de Bispo Diocesano. Em 7 de agosto de 1981, Dom Carmine Rocco, Núncio Apostólico, comunicou oficialmente a Dom Couto que seu pedido de renúncia havia sido aceito pelo Papa João Paulo II. Para sucedê-lo foi nomeado Dom Antônio Afonso de Miranda, até aquele momento Bispo de Campanha.
A partir de 3 de novembro de 1981, Dom Couto passou a residir no Conventinho dos Padres do Sagrado Coração de Jesus, na Vila São Geraldo. 

### Morte
Depois de 18 anos de enfermidade faleceu no dia 30 de julho de 1997 e foi sepultado no cemitério do Convento do Sagrado Coração de Jesus. Seu episcopado foi marcado por grande solicitude pastoral, pela santidade no desempenho das funções episcopais, pela humildade e simplicidade.

## Fonte
padrealoisio.org.br